# Невил Стори-Маскелин
Невил Стори-Маскелин (Марвин Херберт Невил Стори-Маскелин) е английски минералог и политик, професор, отговорник за минералната колекция в Британския музей.

## Семейство
Невил Стори-Маскелин е най-големият син на Антъни Марвин Рийв Стори и Маргарет Маскелин, единствената дъщеря на Невил Маскелин, известен кралски астроном, първият, изчислил научно масата на планетата Земя. Има един брат и 4 сестри. Бащата придобива чрез съпругата си имотите на тъста си в графство Уилтшър и през 1845 г. приема фамилията Стори-Маскелин.
На 29 юни 1858 г., след като се установява в Лондон, се жени за Тереза Мери Дилуин Луелин (Thereza Dillwyn Llewelyn) – уелски астроном и пионер в научната фотография. Тя е най-голямата дъщеря на ботаника Джон Дилуин Луелин (John Dillwyn Llewellyn), и внучка на Луис Уестън Дилуин (Lewis Weston Dillwyn), британски производител на порцелан, натуралист и представител на вигите в парламента. Има три дъщери, от които втората, Мери Луси, се омъжва за Хю Оукли Арнолд-Форстър, политик, писател, известно време държавен секретар по въпросите на войната. Третата, Тереза Шарлот, става съпруга на физика сър Артър Рюкер.

## Биография
Невил Стори-Маскелин е роден на 3 септември 1823 г. в Басет Даун хаус (Basset Down House), близо до голямото село Роутън (Wroughton), графство Уилтшър. Получава образованието си в гимназията Брутън в графство Съмърсет и оксфордския университет Уадам колидж, където учи адвокатура. На 19 ноември 1840 г. получава бакалавърска степен, а пет години по-късно – и втора специалност математика. Завършва магистратура на 7 юни 1849 г. Цялото си свободно време, от ранни години, е посветено на изучаването на химията. Това е време, когато в университета не се е преподавала химия. Стори-Маскелин е дългогодишен застъпник за включването на естествените науки в учебната програма на Оксфорд и става член на изпитната комисия в новото училище по естествени науки през 1855 и 1856 г. През 1850 г. е поканен да изнася лекции по минералогия в Оксфорд, където се предвижда създаването на химическа лаборатория, тогава пълна новост за университета. Първият му ученик е Уилям Томсън, който по-късно става архиепископ на Йорк.
В продължение на 10 години, от 1847 до 1857 г., Маскелин се бори за изграждането на научен музей. През 1856 г. става професор по минералогия и по-късно получава лаборатория в новоизградения музей. От 1857 г. живее в Лондон и съчетава работата си като професор в Оксфорд с новото назначение, което получава – отговорник за минералите в Британския музей. След смъртта на баща си през 1879 г. Стори-Маскелин наследява имотите в графство Уилтшър и през следващата година напусна поста си в Британския музей, но продължи да заема длъжността си на професор по минералогия в Оксфорд до 1895 г.
Невил Стори-Маскелин умира на 20 май 1911 г., след продължително боледуване, в имението си Бейс Даун хаус, близо до град Суиндън в графство Уилтшър. Погребан в село Пъртън, Уилтшър.

## Научна кариера
Научните постижения на Стори-Маскелин са широко признати. През 1870 г. е избран за член на Британското кралско научно дружество, а в периода 1897 – 1899 г. е негов вицепрезидент. През 1893 г. получава медала Уоластън – най-високото отличие на Лондонското геологично дружество, на което става член през 1854 г. През 1973 г. е избран за почетен член на колежа Уадъм, а през 1903 г. получава степента почтен доктор на науката. През годините е почетен член на Императорското минералогично дружество в Санкт Петербург, на Обществото по естествена история в Бостън, на Кралската академия на Бавария и на Академията по естествени науки във Филаделфия.
Стори-Маскелин се занимава главно с кристалография, изучаване на минералите, метеоритите и скъпоценните камъни. Той е автор на много научни статии и на книгата „За морфологията на кристалите“. Притежава ценна колекция от антични скъпоценни камъни.
По това време никой в Британския музей не проява особен интерес към минералогията. Стори-Маскелин организира пренареждането на всички минерали в музея, базирайки се на класификацията на немския минералог Густав Розе. По време на неговото управление към колекцията са добавени над 43 000 нови екземпляра. През 1863 г. публикува каталог на минералите в музея, а през 1868 – „Ръководство за колекцията“. Насочва главните си изследвания върху минералите лангит, мелаконит, тенорит, андрюсит, конелит, халкосидерит и лудламит. Описва няколко нови минерала – андрюсит, лангит, лискердит и варингтонит.
Освен към минералите Стори-Маскелин проявява сериозен интерес към метеоритите и е един от първите, които ги изучават под микроскоп с помощта на тънки срезове. Той публикува резултатите от многобройните си изследвания, сред които най-важни са тези за естеството и структурата на индийските метеорити Yatoor и Manegaon, немския Steinbach и други. Той е първият, който изолира в метеоритите и определя характерните за тях минерали асманит (наричан днес тридимит), олдхамит и осборнит. Той е и първият, който разпознава наличието на енстатит в метеоритите. През 1860-те прави класификация на метеоритите в Британския музей.

## Преподавателска дейност
Стори-Маскелин изнася лекции по кристалография както в Лондон, така и в Оксфорд. В курс, проведен през 1869 г., той представя важни доказателства за възможния брой и взаимното разположение на равнините на симетрия в една кристална система. Общите му възгледи са изложени в поредица от лекции пред Химическото дружество през 1874 г. На тях той, до голяма степен, се основава на добре познатия си учебник „Морфологията на кристалите“, публикуван през 1895 г.
Практика на Маскелин става да кани най-обещаващите свои ученици от Оксфорд да работят с него в Британския музей. Така успява да обучи много изтъкнати членове на следващото поколение британски минералози като Лазъръс Флетчър, Хенри Алекзандър Майърс и други.

## Политическа дейност
През 1880 г. Стори-Маскелин влиза в Камарата на общините като представител на либералите от град Криклейд. През 1885 г. внася законопроект за запазването на река Темза, става председател на комисията по него и на 14 август 1885 г. законопроектът е приет. През 1885 и 1886 г. е преизбран, но отказва да следва Гладстон в политиката му за самоуправление. От 1886 до 1892 г. вече е представител на либерал-юнионистите в парламента.
Стори-Маскелин е член на Съвета на графство Уилтшър от основаването му през 1889 г. до 1904 г., когато вече е на възраст над 80 години. Дълги години е председател на Земеделския комитет и активен член на Селскостопанското дружество на Бат и Западна Англия.